# Tata Bojs
Tata Bojs is een Tsjechische band opgericht in Praag in 1988. Ze spelen voornamelijk alternatieve muziek.

## Bandleden

### Huidige bandleden
- Milan 'Bublajs' Cais – Zang en drums
- Marek 'Mardoša' Huňát – Basgitaar
- Vladimír 'Vládík' Bár – Gitaar
- Dušan Neuwerth – Gitaar
- Jiří 'Jura' Hradil – Piano

### Voormalige bandleden
- Marek 'Mareček' Padevět – Gitaar en klarinet
- Marek Doubrava – Gitaar, piano en fluit
- Klára Nemravová – Zang
- Martin 'Maťo' Mišík - Gitaar

## Discografie

### Studioalbums
- Šagali Šagáli (1991)
- Ladovo album (1995)
- Ukončete nás (1997)
- Nekonečná stanice (1998)
- Futuretro (2000)
- Termixes (2001)
- Attention! (2002)
- Biorytmy (2002)
- Nanoalbum (2004)
- Kluci kde ste? (2007)
- Ležatá osmička (2011)

### Single
- Jaro/Divnosti (1997)

### Compilatiealbum
- Šagalí léta 89 - 97 (2003)
- Smetana (album) (2008) met het Ahn Trio

### Dvd's
- Nanotour (2005)
- Ležatá osmička (2012)

### Boeken
- Nanobook (2004)